# Holiday (chanson de Girls' Generation)
Pour les articles homonymes, voir Holiday.
Singles de Girls' Generation
Sailing (0805)
(2016) All Night
(2017)
Holiday est une chanson chantée par le groupe sud-coréen Girls' Generation pour leur 6e album studio Holiday Night. La chanson a été publiée en ligne le 4 août 2017 par la SM Entertainment.

## Composition
D'après Tamar Herman du Billboard, Holiday est une chanson qui possède des éléments de funk « lumineux » et un son de synthesizer. Jacques Peterson de Idolator a noté que cette chanson était une rencontre entre le style rétro et le "modern flavor". Au niveau des paroles, la chanson est une dédicace à la longévité du groupe, ce qui est "atypique" pour un groupe féminin de K-pop d'après Herman.

## Réception
Tamar Herman du Billboard a labellisé la chanson de « timelessly peppy » et a qualifié le refrain de « rengaine », ce qui est « une signature » du style des Girls' Generation. Elle a ensuite ajouté que chaque membre a réussi à briller grâce aux divers couleurs/timbres de chaque voix exprimé avec les notes aiguës et les ad-libs. Jacques Peterson de Idolator a écrit que « même si on n'écoute pas de K-pop, ces deux pistes (All Night et Holiday) sont absolument à écouter pour n'importe quelle playlist d'été. »

## Classements
| Chart (2017)                       | Meilleure position |
| ---------------------------------- | ------------------ |
| Corée du Sud (Gaon)                | 12                 |
| US World Digital Songs (Billboard) | 6                  |
| Japan Hot 100 (Billboard)          | 32                 |
| Philippine Hot 100 (Billboard)     | 38                 |